# (8435) Anser
(8435) Anser (6643 P-L) – planetoida z pasa głównego asteroid okrążająca Słońce w ciągu 3,31 lat w średniej odległości 2,22 au. Odkryta 26 września 1960 roku.